# Disc dispers
El disc dispers és una regió del sistema solar que s'estén des del cinturó de Kuiper (a 30 ua del Sol) fins a una distància desconeguda que podria ser d'uns quants centenars de UA i també a altes inclinacions per sobre i per sota de l'eclíptica. Està poblada per un incert nombre de planetes menors (de moment se n'han descobert uns 90) coneguts amb el nom d'objectes dispersos, o simplement objectes del disc dispers (en anglès scattered-disk objects o SDO), i que formen part dels objectes transneptunians. Són cossos gelats, alguns de més de 1000 km de diàmetre, amb una excentricitat orbital de fins a 0,8 i inclinacions de fins a 40º. El primer objecte dispers va ser descobert l'any 1995; el 2005 es descobrí el planeta nan Eris, de moment el membre més gros conegut.
Es creu que les òrbites extremes d'aquests objectes es deuen a la "dispersió" dels gegants gasosos; encara ara segueixen pertorbats pel planeta Neptú. Encara que el periheli dels cossos més propers se situa entre 30 i 35 ua, algunes de les seves òrbites s'estenen més enllà de les 100 ua. Això converteix els objectes dispersos en uns dels més distants i freds del sistema solar.
A causa de la seva naturalesa inestable, els astrònoms consideren el disc dispers com el lloc d'origen de la majoria de cometes periòdics del sistema solar. Els centaures, una població de cossos gelats situada entre Júpiter i Neptú, són la fase intermèdia de la migració d'un objecte des del disc cap a l'interior del sistema. Puntualment, les pertorbacions dels planetes gegants envien aquests objectes cap al Sol, transformant-los en cometes periòdics. També es creu que molts objectes del núvol d'Oort originen del disc dispers.

## Formació
El descobriment del disc dispers és encara tan recent que no se sap amb seguretat quin va ser el seu origen, però la teoria més acceptada pels astrònoms explica que els objectes dispersos es van formar en el cinturó de Kuiper i després van ser dispersats per la interacció gravitatòria amb algun dels planetes exteriors, principalment Neptú, cap a òrbites amb grans excentricitats i inclinacions.
En òrbites interiors al cinturó de Kuiper però tan inclinades i excèntriques com les dels SDO, es troben uns objectes coneguts amb el nom de centaures. Alguns astrònoms creuen que els centaures i els SDO tenen un origen comú en el cinturó de Kuiper: mentre que els primers són objectes que van ser expulsats cap a l'interior del sistema solar, els segons ho van ser cap a l'exterior. A més, objectes en òrbites intermèdies com (29981) 1999 TD10 fan la classificació encara més borrosa i, de fet, el Minor Planet Center llista els centaures i els SDO junts. En reconeixement d'aquesta classificació borrosa, alguns científics utilitzen el terme objecte dispers del cinturó de Kuiper (en anglès scattered Kuiper belt object o SKBO) per a classificar tant els centaures com els objectes del disc dispers.

## Òrbites
Generalment, es considera objectes dispersos aquells cossos celestes amb semiexos majors de més de 50 ua, ja que aquesta és la distància aproximada del límit exterior del cinturó de Kuiper i dona una imatge simplificada del disc dispers com una regió en forma de donut que envolta els KBO. No obstant això, el Minor Planet Center classifica també com a objectes dispersos aquells cossos amb semiexos majors entre les 30 i les 50 ua i perihelis de menys de 25 ua. Aquests cossos, que pel seu semieix major semblarien objectes del cinturó de Kuiper, posseeixen excentricitats altes, cosa que els diferencia de la majoria de KBO. La resta de SDO, els de semieix major de més de 50 ua, també solen tenir excentricitats altes, de manera que els seus afelis s'estenen fins a centenars de ua del Sol. A més, molts SDO tenen també inclinacions altes, arribant fins als 78º respecte a l'eclíptica, i donant al disc dispers una forma que no s'assembla gens a la d'un disc.

## Objectes descoberts
El primer objecte del disc dispers que es va descobrir va ser (48639) 1995 TL₈, l'any 1995, encara que llavors no es va classificar com a tal. Un any després, (15984) 1996 TL66 va ser el primer objecte transneptunià a ser classificat com a SDO.
Actualment s'han descobert prop de 90 objectes del disc dispers i la llista continua creixent. D'aquests, el més gros és Eris que, amb un diàmetre de 2.326 km, és gairebé tan gros com Plutó, el major dels planetes nans. Un altre SDO notable és 2004 XR190 que destaca per la seva òrbita extremadament circular (de baixa excentricitat).

## SDO notables
| Designació permanent | Designació provisional | Magnitud absoluta   | Albedo       | Diàmetre equatorial (km) | Semieix major (UA) | Data descobriment | Descobridor(s)                        | Mètode mesura diàmetre |
| -------------------- | ---------------------- | ------------------- | ------------ | ------------------------ | ------------------ | ----------------- | ------------------------------------- | ---------------------- |
| (136199) Eris        | 2003 UB313             | −1,12               | 0,86 ± 0,07  | 2.326                    | 67,7               | 2003              | M. Brown, C. Trujillo i D. Rabinowitz | directe                |
| 84522                | 2002 TC302             | 3,9                 | > 0,03       | ~1.200                   | 55,0               | 2002              | NEAT                                  | tèrmic                 |
|                      | 2004 XR190             | 4,5                 |              | 500-1.000                | 57,4               | 2004              | L. Allen                              |                        |
| 15874                | 1996 TL66              | 5,4                 | 0,10?        | ~630                     | 82,8               | 1996              | D. Jewitt, J. Luu i J. Chen           | tèrmic                 |
| 48639                | 1995 TL₈               | 5,28 & 7,0 (binari) | 0.09 assumit | ~350 i ~160              | 52,2               | 1995              | Spacewatch (A. Gleason)               | assumpció d'albedo     |